# Craugastor charadra
Craugastor charadra es una especie de Anura de la familia Craugastoridae, género Craugastor.
Es nativo de Guatemala y Honduras.
La especie es amenazada por la pérdida de hábitat como consecuencia de la tala de árboles y la expansión de la agricultura y ganadería.

## Distribución y hábitat
Su área de distribución se compone de una zona montañosa que se extiende desde el río Motagua en Guatemala hasta el río Chamelecón en Honduras. 
Su hábitat natural incluye ambientes ribereños a lo largo de cursos de agua en bosque premontano y bosque de tierras bajas. Su rango altitudinal se encuentra entre 30 y 1370 m s. n. m.